# Manuel de civilité pour les petites filles à l'usage des maisons d'éducation
Le Manuel de civilité pour les petites filles à l'usage des maisons d'éducation est une œuvre littéraire érotique de Pierre Louÿs, écrite en 1917 et publiée en 1919 puis de façon posthume (et anonyme) en 1926.

## Le texte
L'œuvre se présente comme une parodie des rigoureux manuels d'éducation de l'époque, et est ainsi composée de conseils courts (le plus souvent une phrase ou deux) regroupés en thèmes : « À la maison », « Devoirs envers votre mère », « En classe », etc.
Le ton de l'ouvrage est vif, voire lapidaire, le style particulièrement cru et chatoyant. Pierre Louÿs use volontiers d'ironie pour évoquer les amours viles des jeunes filles perverses, et cette relative distanciation lui permet de faire fi de toute censure morale (inceste, pédophilie…). De fait, on est loin du raffinement précieux des Chansons de Bilitis par exemple, et le Manuel de civilité est sans doute l'œuvre la plus subversive de Louÿs, véritable attaque en règle contre le puritanisme bourgeois de la Belle Époque.
À titre d'illustration, le « Glossaire » qui ouvre l'ouvrage se compose de cet avertissement :

« Nous avons jugé inutile d'expliquer les mots : con, fente, moniche, motte, pine, queue, bitte, couille, foutre (verbe), foutre (subst.), bander, branler, sucer, lécher, pomper, baiser, piner, enfiler, enconner, enculer, décharger, godmiché, gougnotte, gousse, soixante-neuf, minette, mimi, putain, bordel.
Ces mots-là sont familiers à toutes les petites filles. »

## Éditions
- Manuel de civilité pour les petites filles à l'usage des maisons d'éducation, Bruxelles, 1919, In-4°, 133 p. (BNF 32396684)
- Manuel de civilité pour les petites filles à l'usage des maisons d'éducation, Paris, S. Kra, 1926, Non paginé ; 20 cm (BNF 39067530)
- Manuel de civilité pour les petites filles à l'usage des maisons d'éducation, Londres, 1948, In-8°, 104 p., aquarelles reproduites au pochoir (BNF 32396685)
- Manuel de civilité pour les petites filles à l'usage des maisons d'éducation, Paris, J. Martineau, 1969, 21 cm, 91 p., ill. 20 f. (BNF 35422504)
- Manuel de civilité pour les petites filles à l'usage des maisons d'éducation, Paris, Eurédif, coll. « Aphrodite classique » (no 6), 1975, 151 p., 151 p. : couv. ill. en coul. ; 18 cm (ISBN 2-7167-0324-8, BNF 34555701)
- Manuel de civilité pour les petites filles : à l'usage des maisons d'éducation  (préf. Michel Bounan), Paris, Éd. Allia, 1992, 108 p., XIII-108 p. ; 22 cm (ISBN 2-904235-43-4, BNF 35500713, lire en ligne)
- Manuel de civilité pour les petites filles à l'usage des maisons d'éducation, Paris, le Grand livre du mois, 1994, 107 p. : couv. ill. en coul. ; 22 cm (BNF 35727935)
- Manuel de civilité pour les petites filles à l'usage des maisons d'éducation  (préf. Michel Bounan), Paris, Ed. Allia, 1996, 109 p. : ill., couv. ill. ; 22 cm (ISBN 2-911188-25-X, BNF 35839676)
- Trois filles de leur mère ; Douze douzains de dialogues ; Manuel de civilité pour les petites filles : à l'usage des maisons d'éducation  (préf. Jean-Jacques Pauvert), Paris, la Musardine, coll. « Lectures amoureuses de Jean-Jacques Pauvert » (no 20), 1998, 346 p., 346 p. : couv. ill. en coul. ; 18 cm (ISBN 2-84271-040-1, BNF 36706193)
- Manuel de civilité pour les petites filles à l'usage des maisons d'éducation, Paris, J'ai lu, coll. « Librio » (no 255), 1998, 93 p., 93 p. : couv. ill. ; 21 cm (ISBN 2-277-30255-4, BNF 37005278) Cette édition porte la mention « pour lecteurs avertis ».
- Manuel de civilité pour les petites filles à l'usage des maisons d'éducation  (postface Chloé Radiguet, ill. Laurent Parienty), Paris, Éd. Mille et une nuits, coll. « Mille et une nuits » (no 338), 2001, 71 p., 71 p. : ill., couv. ill. en coul. ; 15 cm (ISBN 2-84205-578-0, BNF 37648734)
- Manuel de civilité pour les petites filles à l'usage des maisons d'éducation  (préf. André Béjin), Paris, Éd. Payot & Rivages, coll. « Petite bibliothèque Payot » (no 913), 2013, 138 p., 1 vol. (138 p.) : couv. ill. ; 17 cm (ISBN 978-2-228-90870-2, BNF 43554967)
- Manuel de civilité pour les petites filles à l'usage des maisons d'éducation  (préf. Michel Bounan), Paris, Éd. Allia, 2014, 102 p., 1 vol. (102 p.) : portr., ill. ; 17 cm (ISBN 978-2-84485-811-5, BNF 43762977)
- Manuel de civilité pour les petites filles à l'usage des maisons d'éducation, Paris, La Bourdonnaye, coll. « Les classiques érotiques », 2016, 85 p., 1 vol. (85 p.) ; 21 cm (ISBN 978-2-8242-1199-2, BNF 44496783)

Une partie des conseils du livre ont été illustrés par l'auteur de bande dessinée Loïc Dubigeon sous le titre Manuel de civilité à l'usage des « grandes » filles :
- Pierre Louÿs (préf. Stéphan Lévy-Kuentz, ill. Loïc Dubigeon), Manuel de civilité à l'usage des grandes filles, Paris, Éd. Astarté, 1997, non paginé, 93 p. : ill., couv. ill. ; 22 cm (ISBN 2-909607-13-5, BNF 36186878)